# Депутатська вулиця (Конотоп)
Вулиця Депутатська — вулиця міста Конотоп Сумської області.

## Розташування
Вулиця з'єднує район Зеленчак з районом Колієпроводу. Пролягає від вулиці Лісового до перетину вулиць Свободи, Богдана Хмельницького та проспекту Миру.

## Історія
Відома з початку XX століття. Вперше згадується 28 червня 1929 року.
Перша відома назва — Олексіївська вулиця. Названа через особу або осіб, що носили ім'я Олексій або прізвище Олексієв, та мали певне відношення до вулиці.
З середини XX століття — Депутатська вулиця.

## Пам'ятки історії
За адресою Вулиця Депутатська, 65 розташована пам'ятка історії — Будинок, в якому розміщалась підпільна друкарня конотопської організації РСДРП (1903 рік).